# Wenatcheejský národní les
Wenatcheejský národní les se nachází v okresech Chelan, Kittitas, Yakima v americkém státě Washington. S rozlohou 7 023 km² se rozpíná po více než dvou stech kilometrech Kaskádového pohoří, kde vyplňuje mezeru mezi Okanoganským národním lesem a národním lesem Gifforda Pinchota. Studie Správy lesů z roku 1993 ukázala, že 129 tisíc hektarů z rozlohy lesa je prales.

## Chráněná území
Do lesa patří jižní část divočiny Lake Chelan-Sawtooth a východní části divočin Glacier Peak, Henryho M. Jacksona, Alpine Lakes, Norse Peak, Williama O. Douglase a Goat Rocks.

## Správa lesa
Wenatcheejský a Okanoganský národní les jsou spravovány jako jeden národní les se správním sídlem ve městě Wenatchee. Místní okrsky rangerů mají stanice v obcích Chelan, Cle Elum, Entiat, Leavenworth a Naches. Prvním polesným v historii lesa byl Albert Hale Sylvester, který pojmenoval více než tisíc míst v oblasti.